# Église du Saint-Esprit d'Ečka
Pour les articles homonymes, voir Église du Saint-Esprit.
L'église du Saint-Esprit d'Ečka (en serbe cyrillique : Румунска православна црква светог Духа ; en serbe latin : Rumunskа pravoslavna crkvа svetog Duha) est une église orthodoxe roumaine située à Ečka, dans la province autonome de Voïvodine, sur le territoire de la ville de Zrenjanin et dans le district du Banat central en Serbie. Elle est inscrite sur la liste des monuments culturels de grande importance de la république de Serbie (identifiant no SK 1103).

## Présentation

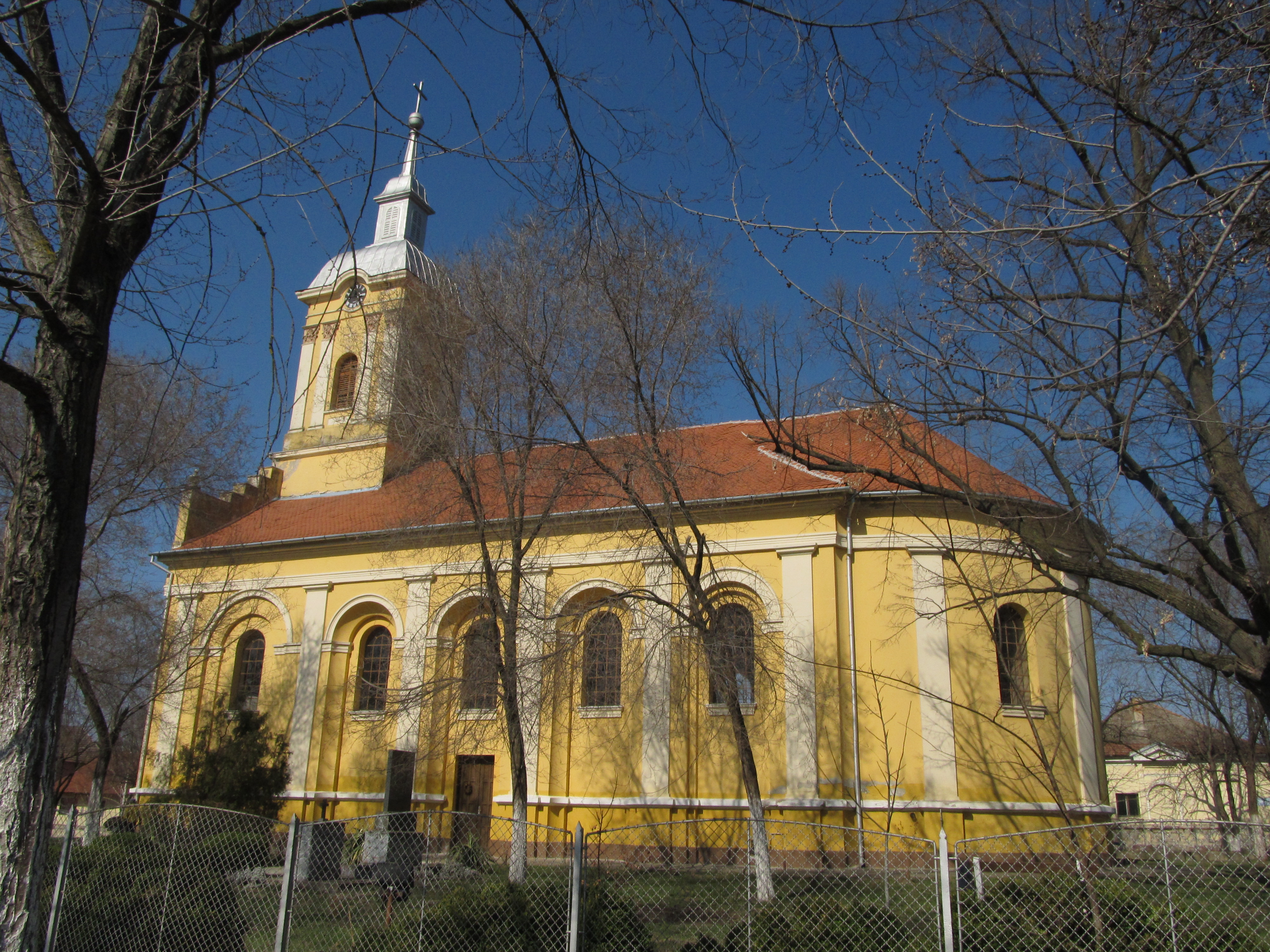
Autre vue de l'église.

L'église orthodoxe roumaine d'Ečka, a été construite au milieu du XIXe siècle. Elle est constituée d'une nef à quatre travées prolongée par une abside demi-circulaire et précédée par un narthex qui permet d'accéder au clocher. La façade occidentale est caractéristique des tendances classicisantes de cette époque,.
L'intérieur de l'édifice abrite une iconostase et un trône de la Mère de Dieu provenant de l'église de la Dormition-de-la-Mère-de-Dieu de Crepaja qui, remontant à 1776, constituent une réalisation tardive de l'atelier de sculpture sur bois des frères Marković de Novi Sad. Si l'on en juge d'après le style, cette iconostase a été peinte dans la seconde moitié du XVIIIe siècle par le maître Dimitrije Popović et par d'autres artistes moins connus,.
Les icônes ont été intégralement copiées en 1939 par Mengelo Rodić,.

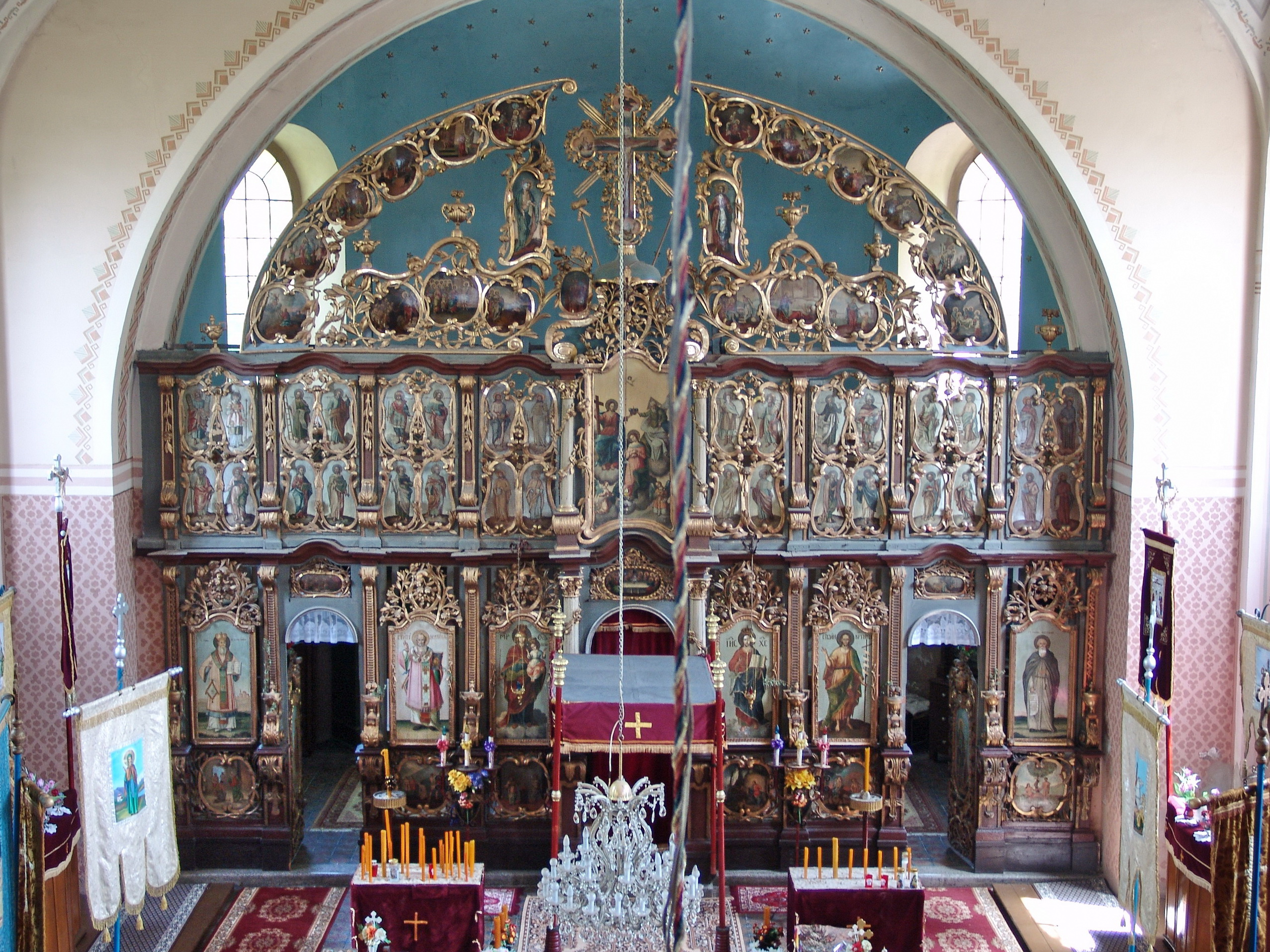
L'iconostase de l'église.